# قلمرو طلوع ماه
قلمرو طلوع ماه (به انگلیسی: Moonrise Kingdom) یک فیلم آمریکایی محصول سال ۲۰۱۲ به کارگردانی وس اندرسن است و بروس ویلیس و ادوارد نورتون بازیگران اصلی آن می‌باشند. شصت و پنجمین دوره جشنواره فیلم کن با نمایش این فیلم افتتاح شد. قلمرو طلوع ماه دربارهٔ دنیای کودکان و عشق کودکانه است که از زاویه دید بچه‌ها ساخته شده و به تضاد دنیای آن‌ها و دنیای بزرگسالان می‌پردازد.

## داستان
داستان این فیلم در سال ۱۹۶۵ در نیوانگلند اتفاق می‌افتد. در این سال یک دختر و پسر که عاشق یکدیگر هستند تصمیم می‌گیرند از محل زندگیشان بگریزند. این فرار سبب می‌شود تا اهالی منطقه همه جا را به دنبال آن‌ها بگردند و در حین این جستجو اتفاقات مختلفی را پشت سر بگذارند.

## جوایز
این فیلم کاندیدای اسکار بهترین فیلمنامه غیر اقتباسی در سال ۲۰۱۳ شد.